# 瓦赫滕东克
瓦赫滕东克（德語：Wachtendonk）是德国北莱茵-威斯特法伦州的一个市镇。总面积48.14平方公里，总人口7942人，其中男性3916人，女性4026人（2011年12月31日），人口密度165人/平方公里。

## 友好城市
- 法國 阿西涅